# Ms. Jackson
Singles de OutKast
B.O.B
(2000) So Fresh, So Clean
(2001)
Ms. Jackson est un single du groupe de hip-hop américain OutKast, sorti en octobre 2000. La chanson est le 2e single de l'album Stankonia (2000).

## Histoire
Ce titre, traitant des ruptures amoureuses, est en fait une dédicace d'André 3000 à sa compagne, Erykah Badu, avec qui il venait de rompre, après la naissance de leur fils Steven.
La chanson contient des samples de la version des Brothers Johnson de la chanson Strawberry Letter 23 de Shuggie Otis et d'une version modifiée joué au piano d'un morceau de Bridal Chorus issu de l'opéra Lohengrin de Richard Wagner.
Ms. Jackson s'est classé, aux États-Unis, numéro 1 au Top Rap Tracks, et a connu le même succès en France, où il est resté dans le haut des charts durant plusieurs semaines.
OutKast a reçu un Grammy Award en 2002 pour cette chanson.
Le titre sera repris par le groupe australien The Vines.
Le titre est également utilisé en 2024 dans la publicité de la Peugeot 208.

## Classements et certifications
| Classement (2000-2001)                  | Meilleure place |
| --------------------------------------- | --------------- |
| Allemagne (GfK Entertainment)           | 1               |
| Autriche (Ö3 Austria Top 40)            | 3               |
| Australie (ARIA)                        | 2               |
| Belgique (Flandre Ultratop 50 Singles)  | 2               |
| Belgique (Wallonie Ultratop 50 Singles) | 5               |
| Canada (Nielsen SoundScan)              | 9               |
| Canada CHR (Nielsen BDS)                | 12              |
| Croatie (HRT)                           | 6               |
| Danemark (Tracklisten)                  | 3               |
| Écosse (OCC)                            | 4               |
| États-Unis (Hot 100)                    | 1               |
| États-Unis (R&B/Hip-Hop Songs)          | 1               |
| États-Unis (Rap Songs)                  | 1               |
| États-Unis (Pop Airplay)                | 13              |
| États-Unis (Rhythmic Songs)             | 1               |
| Europe (Eurochart Hot 100)              | 1               |
| Finlande (Suomen virallinen lista)      | 8               |
| France (SNEP)                           | 5               |
| Irlande (IRMA)                          | 5               |
| Italie (FIMI)                           | 9               |
| Norvège (VG-lista)                      | 1               |
| Nouvelle-Zélande (RMNZ)                 | 5               |
| Pays-Bas (Nederlandse Top 40)           | 1               |
| Pays-Bas (Single Top 100)               | 1               |
| Pologne (Music & Media)                 | 3               |
| Roumanie (Romanian Top 100)             | 6               |
| Royaume-Uni (UK Singles Chart)          | 2               |
| Royaume-Uni (UK Dance Chart)            | 3               |
| Royaume-Uni (UK R&B Chart)              | 1               |
| Suède (Sverigetopplistan)               | 1               |
| Suisse (Schweizer Hitparade)            | 2               |

| Classement (2001)                                       | Meilleure place |
| ------------------------------------------------------- | --------------- |
| Australie (ARIA)                                        | 17              |
| Australie Australian Urban (ARIA)                       | 7               |
| Autriche (Ö3 Austria Top 40)                            | 21              |
| Belgique (Ultratop 50 Flanders)                         | 21              |
| Belgique (Ultratop 50 Wallonia)                         | 28              |
| Europe (Eurochart Hot 100)                              | 11              |
| France (SNEP)                                           | 45              |
| Allemagne (Official German Charts)                      | 12              |
| Irlande (IRMA)                                          | 52              |
| Pays-Bas (Dutch Top 40)                                 | 34              |
| Pays-Bas (Single Top 100)                               | 50              |
| Roumanie (Romanian Top 100)                             | 79              |
| Suède (Sverigetopplistan)                               | 15              |
| Suisse (Schweizer Hitparade)                            | 24              |
| Royaume-Uni UK Singles (OCC)                            | 43              |
| Royaume-Uni UK Urban (Music Week)                       | 24              |
| États-Unis (Billboard Hot 100)                          | 25              |
| États-Unis Hot R&B/Hip-Hop Singles & Tracks (Billboard) | 18              |
| États-Unis Hot Rap Singles (Billboard)                  | 3               |
| États-Unis Mainstream Top 40 (Billboard)                | 56              |
| États-Unis Rhythmic Top 40 (Billboard)                  | 10              |

| Région                                                                                                 | Certification | Ventes/Streams |
| --- | ------------- | -------------- |
| Australie (ARIA)                                                                                       | 5 × Platine   | 350 000^       |
| Belgique (BEA)                                                                                         | Or            | 25 000*        |
| Danemark (IFPI)                                                                                        | Platine       | 90 000^        |
| France (SNEP)                                                                                          | Or            | 250 000*       |
| *Ventes selon la certification ^Mise en rayon selon la certification xNon précisé par la certification |               |                |